# Barnombudsmannen (Sverige)
Barnombudsmannen är Sveriges barnrättsmyndighet och leds av Barnombudsman Juno Blom.  
Myndigheten inrättades 1993 och arbetar för barns rättigheter, med uppdraget att driva på och bevaka efterlevnaden av FN:s konvention om barnets rättigheter (barnkonventionen). Barnombudsman (BO) är generaldirektör och myndighetens chef. 
Barnombudsmannen företräder barns och ungas intressen och uppmärksammar brister i tillämpningen av barnkonventionen. Myndigheten föreslår förändringar i lagar och förordningar för att Sverige bättre ska tillgodose barns rättigheter. 
Detta ingår i Barnombudsmannens uppdrag:
- bevakar hur barnkonventionen efterlevs i samhället.
- driver på genomförandet av barnkonventionen i kommuner, regioner och statliga myndigheter.
- bildar opinion och företräder barns och ungas intressen i den allmänna debatten.
- samlar kunskap och statistik om barns levnadsförhållanden.

Detta ingår inte i Barnombudsmannens uppdrag:
- arbetar inte med ärenden som rör enskilda barn, eller grupper av barn.
- utövar inte tillsyn.
- får inte ingripa i enskilda ärenden men har anmälningsskyldighet om medarbetare får kännedom om eller misstänker att ett barn far illa.
- överprövar inte andra myndigheters beslut.

Varje år lämnar Barnombudsmannen en rapport till regeringen. Den innehåller analyser och rekommendationer till förbättringar för barn och unga. Barnombudsmannen ska enligt lag informera och bilda opinion i angelägna frågor som rör barns och ungas rättigheter och intressen.
Barnombudsmannen har regelbunden dialog med barn och unga, särskilt i utsatta situationer, för att få kunskap om deras villkor och vad de tycker i aktuella frågor. Expertråd med barn och unga finns knutna till Barnombudsmannen för längre och kortare perioder.
Barnombudsmannen har rättsliga befogenheter att begära information och att kalla in kommuner, landsting och andra myndigheter till överläggning, men utövar ingen tillsyn. Barnombudsmannen får inte ingripa i enskilda ärenden men har anmälningsskyldighet. Barnombudsmannen ska genast anmäla till socialnämnd om man får kännedom om att ett barn misshandlas i hemmet eller om det måste antas att socialnämnden behöver ingripa till ett barns skydd.

## Lista över barnombudsmän
- 1993–2001 Louise Nordenskiöld[7] (då Louise Sylwander)
- 2001–2008 Lena Nyberg[8]
- 2008–2017 Fredrik Malmberg[9]
- 2017 Anita Wickström[10] (vikarierande)
- 2018 Anna Karin Hildingson Boqvist[11] (vikarierande)
- 2018–2024 Elisabeth Dahlin[12]
- 2024 – Juno Blom [2]